# Чекалов, Валерий Евгеньевич
Валерий Евгеньевич Чекалов (10 января 1976, Владивосток, СССР — 23 августа 2023, Куженкино, Россия) — российский наёмник (позывной «Ровер»).

## Биография
С 2008 года жил в Санкт-Петербурге, был женат, ранее служил в ВМФ России.
Чекалов был старшим заместителем председателя ЧВК «Вагнер» Евгения Пригожина, руководил обеспечением компании. Он длительное время занимал руководящие должности в компании Пригожина «Конкорд», а также возглавлял различные подставные компании, которые снабжали вагнеровцев снаряжением. По крайней мере с 2020 по 2022 год Чекалов возглавлял АО «Нева», связанное с деятельностью ЧВК «Вагнер» в Сирии и Ливии. Кроме этого, ему принадлежала петербургская фирма «Коллектив-Сервис».

### Санкции
26 января 2018 года США ввели санкции против компании «Евро Полис», части АО «Нева», как организации, которая контролировалась Пригожиным, а также за ее роль в военной операции в Сирии. 13 декабря 2021 года ЕС ввёл санкции против «Евро Полис» за её роль в участии вагнеровцев в Сирии.
20 июля 2023 года США ввели личные санкции против Чекалова за поставки оружия и боеприпасов в Россию, что нарушает санкции США против Пригожина.

### Смерть
Погиб в авиакатастрофе Embraer Legacy 600 в Тверской области вместе с Пригожиным и соучредителем ЧВК «Вагнер» Дмитрием Уткиным.